# Il giorno degli zombi
Il giorno degli zombi (Day of the Dead) è un film del 1985 diretto da George A. Romero.
È il terzo film della saga dei morti viventi di Romero che, cominciata nel 1968 con La notte dei morti viventi e continuata nel 1978 con Zombi, doveva concludersi con Il giorno degli zombi ma, nel 2005, Romero ha deciso di concluderla definitivamente con La terra dei morti viventi. Si sono poi aggiunti un quinto ed un sesto capitolo: Le cronache dei morti viventi (Diary of the Dead), uscito nelle sale americane nel febbraio 2008; Survival of the Dead - L'isola dei sopravvissuti, uscito nel 2010.
La critica sociale (che nella Notte era diretta alla guerra del Vietnam, in Zombi al consumismo) è diretta verso le cosiddette "follie" dell'era Reagan.

## Trama
I morti si sono risvegliati e dominano ormai da tempo su tutto il globo. Il film si apre con il pilota giamaicano John mentre conduce a bordo del suo elicottero un gruppo di persone costituito da Sarah, Miguel Salazar e l'operatore radio Bill McDermott a Fort Myers, Florida, dove Sarah e Miguel scendono per trovare eventuali sopravvissuti. Ai loro richiami, tuttavia, risponde solo l'arrivo di un'enorme orda di morti viventi, quindi il gruppo torna nella loro base militare sotterranea situata nelle Everglades, dove un organo scientifico, protetto da un ristretto plotone di soldati, sta cercano di trovare una soluzione all'epidemia degli zombi.
Il capo del dipartimento degli scienziati, il Dr. Logan, denominato "Frankenstein" per via dei suoi esperimenti sugli zombi, è convinto che sia possibile accudire i morti viventi per riuscire a coesistere con loro. Gli esemplari studiati da Logan sono presi da un grande recinto sotterraneo situato in una caverna. Purtroppo una forte tensione serpeggia nella base tra gli scienziati e gli odiosi soldati, guidati dall'ottuso e spietato Capitano Rhodes, in fronte della diminuzione di provviste, perdita di comunicazione con altri sopravvissuti e il lento progresso delle ricerche. Nel corso di un incontro tra gli scienziati e i soldati, Rhodes annuncia di aver assunto il comando della base data la scomparsa del Maggiore Cooper, che d'ora in poi gli scienziati lavoreranno sotto i suoi ordini, e che chiunque obietti sarà immediatamente ucciso.
Le minacce di Rhodes non scoraggiano Logan, il quale è particolarmente orgoglioso di "Bub", uno zombie docile che ricorda alcune parti della sua vita passata e si impegna nel comportamento umano rudimentale: ascoltare la musica, maneggiare una pistola e fare il saluto militare. Durante la raccolta di altri esemplari di zombi, due soldati vengono uccisi quando un morto vivente si libera dalla presa. Quando Miguel prova ad uccidere la creatura viene morso, quindi Sarah è costretta ad amputargli il braccio per salvarlo dall'infezione. Rhodes e i soldati superstiti vorrebbero abbatterlo, ma si trattengono quando Bill e John intervengono con le armi spianate.
In seguito a questo incidente, Rhodes ordina di abbandonare le ricerche ed eliminare tutti gli esemplari. Sarah e Bill rientrano nei laboratori per procurarsi della morfina per Miguel, e spiano Logan con Bub. Rhodes irrompe a sorpresa e scopre che Logan usa la carne dei suoi soldati morti, compreso Cooper, come ricompensa per lo zombie, quindi uccide lo scienziato insieme a Fisher, il suo assistente, poi rinchiude Sarah e Bill nel recinto dei morti viventi. Rhodes ordina infine a John di condurre lui e i suoi uomini lontani dalla base con l'elicottero, ma lui si rifiuta di farlo. Intanto, Bub si libera e si mette a girare per il compartimento scientifico finché non trova il cadavere del dottor Logan. Lo zombie, che ha parzialmente riacquistato la sua umanità, prova disperazione per la morte dello scienziato che lo ha accudito.
Miguel, che ormai è sull'orlo della follia per via della perdita del braccio e dello stress generale che non riesce più a gestire, decide di sacrificarsi aprendo i cancelli della base, permettendo alla popolazione di zombi di entrare. Mentre Miguel compie questo gesto disperato, John si libera dai suoi rapitori, prende le loro armi e salva Sarah e Bill conducendoli fuori dalla caverna. I morti viventi invadono tutta la base e nel caos generale Rhodes abbandona i suoi stessi soldati alla loro tremenda fine per cercare di mettersi in salvo, ma incrocia le strade con Bub, il quale si mette a sparargli per vendicare Logan. Ferito, Rhodes prova a sfuggirgli, ma va incontro all'orda di zombi che lo divorano vivo dopo averlo brutalmente smembrato.
Sarah, Bill e John risalgono fuori dalla base e scappano a bordo dell'elicottero, con il quale raggiungono un'isola disabitata senza morti viventi. Nel finale, mentre Bill e John pescano, Sarah segna su un calendario i giorni che sono passati da quando sono fuggiti dalla base. Il trio ha finalmente trovato un posto sicuro dove poter vivere senza più essere perseguitati dai morti viventi e nella speranza che altri superstiti possano raggiungerli.

## Produzione
Inizialmente la sceneggiatura era molto più complessa di quella utilizzata per girare il film, e conteneva scene di violenza estrema; i produttori imposero però al regista la realizzazione di un film con un rating non superiore a "R" (cioè vietato ai minori di 17 anni non accompagnati) come i capitoli precedenti, in cambio del preventivato budget di 7 000 000 $. Romero, invece preferì ridimensionare il progetto, accontentandosi di uno stanziamento di "soli" 3 000 000 $, ma riservandosi ogni libertà artistica. Infatti il film rimane il capitolo più feroce e raccapricciante della saga dei morti viventi, con sequenze di violenza che, seppure avvengano in molte meno scene rispetto ai suoi predecessori, mostrano degli effetti splatter al limite della sopportazione, tanto che la pellicola riceverà il rating NC-17, cioè vietato ai minori. Alcune delle idee accantonate saranno poi riprese nel successivo La terra dei morti viventi.

## Distribuzione
Il film è uscito nelle sale statunitensi il 19 luglio 1985 mentre in Italia per il 10 aprile 1986.

## Riconoscimenti
- 1985 - Caixa de Catalunya
  - Miglior attrice (Lori Cardille)
- 1986 - Saturn Award
  - Miglior trucco (Tom Savini)

## Curiosità
- Il romanzo che il dottor Logan offre allo zombi Bub, per testare le capacità acquisite, è il celebre best seller Le notti di Salem, di Stephen King.
- Nella quarta stagione di The Walking Dead (episodio 15), si può notare Bub tra gli zombi nella galleria.